# The Tower of Druaga
Pour l'anime inspiré de la licence The Tower of Druaga, voir La Tour de Druaga.
The Tower of Druaga est un jeu vidéo d'action-RPG développé et édité par Namco en juin 1984 sur la borne d'arcade Super Pac-Man.

## Système de jeu
Le jeu consiste à gravir une tour de soixante étages pour secourir une prêtresse enfermée au dernier étage par le démon Druaga. La tâche s'avère difficile à cause de labyrinthes présents à chaque étage générés aléatoirement par le jeu, et que le temps imparti à chaque étage est limité. À chaque étage se trouve une clé qui permettra au joueur de poursuivre sa quête. Les étages regorgent d'objets utiles (ils ne peuvent être obtenus qu'en satisfaisant certaines conditions) comme des pioches ou pioche d'or qui permettent de briser les murs, sous réserve d'une utilisation limitée ou réutilisable à l'infini, des Jet Boots qui augmentent la vitesse de déplacement du héros, des épées plus puissantes que celle équipée au héros au début du jeu ou des anneaux et colliers pour se protéger de certaines attaques ennemies.
Les monstres présents dans la tour sont très variés, et leur agressivité s'accroît au fil des étages. On trouvera des Slimes, des Chevaliers et des Sorciers durant le début du jeu, puis des Fantômes, des Dragons, des Will-O-Wisp et des variantes plus coriaces des monstres précédemment cités au fil du jeu. Druaga est le dernier monstre à terrasser.

## Personnages

### Protagonistes
Le joueur contrôle Gilgamesh (aussi connu sous le nom Gil), un guerrier équipé d'une épée et d'un bouclier. Son épée sert à attaquer les monstres présents dans la tour, tandis que le bouclier sert à se défendre des attaques magiques des sorciers. Ki est la prêtresse devant être secourue par Gilgamesh. Elle est retenue prisonnière par Druaga. Le personnage d'Ishtar est inspiré de la déesse de l'amour et de la guerre du même nom dans la mythologie babylonienne. C'est elle qui ordonne à Gilgamesh de sauver Ki des griffes de Druaga.

### Antagoniste
Druaga est un démon retenant Ki dans sa tour. Il doit être vaincu par Gilgamesh.

## Portages
Le jeu est porté sur diverses plates-formes, le plus souvent dans des compilations Namco :
- Famicom Disk System (Japon)
- MSX (Japon)
- Sharp X1 (Japon)
- Game Boy (Japon)
- Microsoft Windows (Namco History) (Japon)
- PlayStation Portable (Namco Museum Battle Collection)
- Nintendo DS (Namco Museum DS)
- PlayStation (Namco Museum Vol. 3)
- Nintendo GameCube (Japon)
- Console virtuelle  - Version Famicom, au Japon. La version arcade est sortie plus tard, disponible internationalement
- Xbox 360 (Namco Museum Virtual Arcade)
- iOS (dans l'application Namco Arcade)

## Notoriété
Lors de la réédition sur la console virtuelle en 2009, le site web IGN attribue un 3 sur 10 au jeu, prétextant qu'il est « ennuyant et qu'il ne vaut pas la peine d'être joué ». Le site web NintendoLife, un peu moins sévère, met la note de 4 sur 10, en prétextant que le joueur « n'appréciera pas le jeu à condition qu'il le maîtrise très bien ».

## Anime
Il existe une série d'animes japonaise intitulée La Tour de Druaga qui s'inspire des événements du jeu. Bien que l'action se déroule soixante ans plus tard et qu'elle présente de tous nouveaux personnages, on peut y voir Gilgamesh en roi âgé. Ki, quant à elle, est apparue dans un flashback, puis en tant que fantôme de la tour.